# Dirades angulata
Dirades angulata är en fjärilsart som beskrevs av Talbot 1929. Dirades angulata ingår i släktet Dirades och familjen Uraniidae. Inga underarter finns listade i Catalogue of Life.